# Exogone mompasensis
Exogone mompasensis är en ringmaskart som beskrevs av Martínez, Adarraga och San Martín 2002. Exogone mompasensis ingår i släktet Exogone och familjen Syllidae. Inga underarter finns listade i Catalogue of Life.